# Negibacteria
Sous-règne
Negibacteria est un sous-règne, dans le règne des bactéries. Le terme a été inventé par opposition à Posibacteria pour diviser en deux le groupe des eubactéries (ou « bactéries vraies »),, selon la constitution de leurs parois : à deux membranes pour les négibactéries, à une membrane pour les posibactéries. Negibacteria inclut globalement les bactéries à Gram négatif, d'où le nom de ce taxon.
Didermata est un synonyme junior proposé une dizaine d'années plus tard par un autre auteur.

## Morphologie
Les négibactéries se caractérisent par une paroi à deux membranes : une membrane plasmique et une membrane externe. Cette structure particulière peut être qualifiée de diderme (par référence au terme de Gupta) ou de bimembranée (par opposition avec unimembrané).

## Phylogénie
D'abord considérées comme paraphylétique et situées à la base de l'arbre de la vie,, les négibactéries sont aujourd'hui regardées comme un groupe monophylétique dérivant d'un souche posibactérienne.

## Classification
Dans la classification actuelle de Cavalier-Smith Negibacteria est un sous-règne au sein du règne Bacteria, lui-même unique règne de l'empire Prokaryota. Le deuxième sous-règne bactérien est Unibacteria, un taxon qui réunit deux embranchements : Archaebacteria (les archébactéries) et Posibacteria qui a perdu son statut de sous-règne.
Dans la théorie des trois domaines défendue par d'autres auteurs l'opposition négibactéries/unibactéries ne constituent pas la principale divergence au sein des procaryotes (bactéries au sens large). Pour eux le vivant serait divisible en trois domaines holophylétiques : Archaebacteria, Eubacteria (Posibacteria et Negibacteria) et Eukaryota.